# Julián Castro

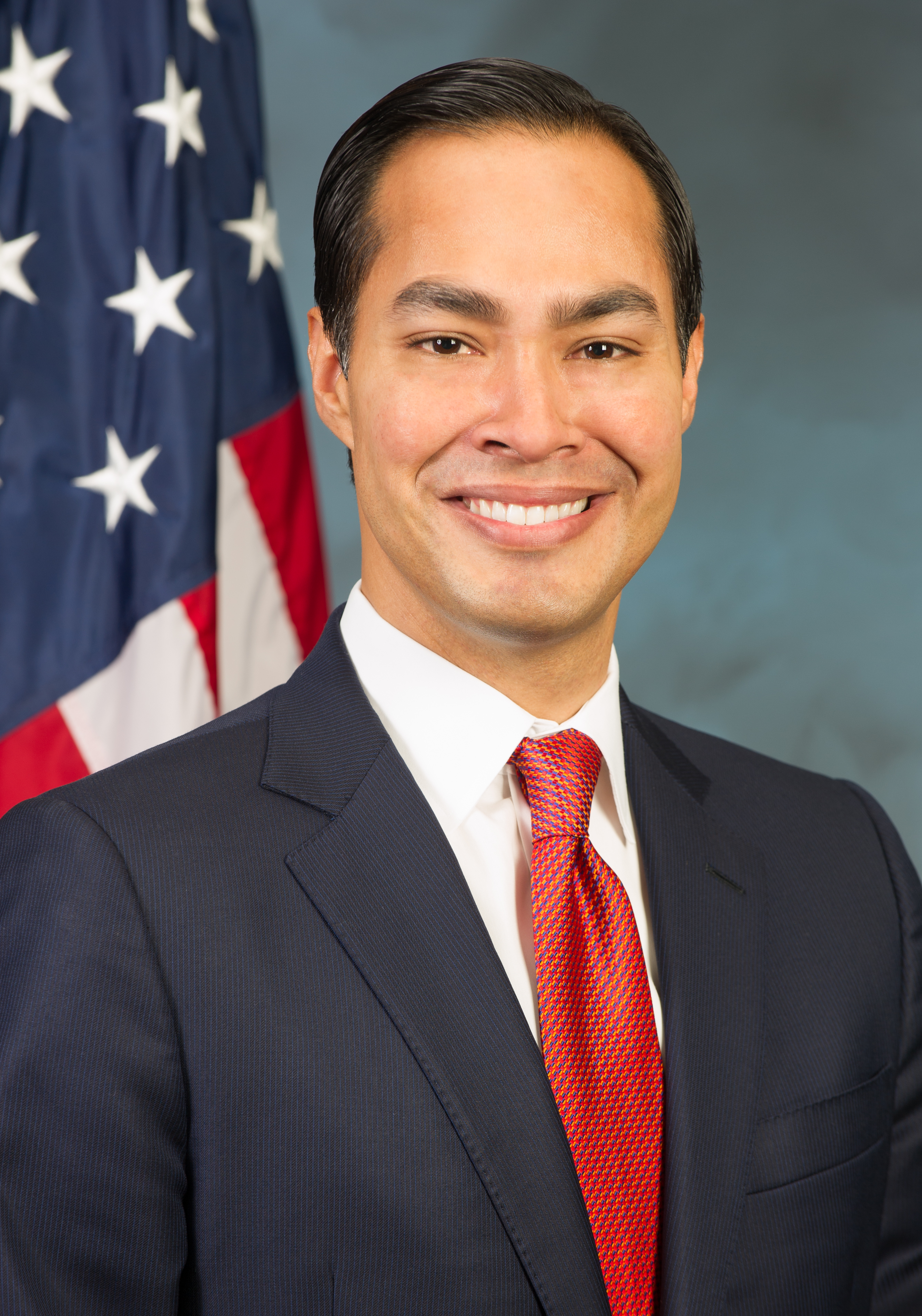
Julián Castro (2014)

Julián Castro (* 16. September 1974 in San Antonio, Texas) ist ein US-amerikanischer Politiker. Er war in der Zeit vom 28. Juli 2014 bis zum 20. Januar 2017 Wohnungsbau- und Stadtentwicklungsminister im Kabinett von Barack Obama. Zuvor war er von 2009 bis 2014 Bürgermeister der Stadt San Antonio in Texas. Er studierte an der Stanford University und Harvard Law School. 2012 hielt er bei der Democratic National Convention in Charlotte, North Carolina die Keynote. Er gilt als große Zukunftshoffnung der Demokraten.

## Werdegang

### Frühere Jahre
Castro wurde am 16. September 1974 in San Antonio als Sohn von Maria „Rosie“ Castro und Jessie Guzman geboren. Er ist mexikanischer Abstammung. Sein Zwillingsbruder ist der Politiker Joaquín Castro.
Seine Mutter war eine politische Aktivistin, die mithalf die Chicano-Partei La Raza Unida zu etablieren. Sie kandidierte 1971 erfolglos für den Stadtrat in San Antonio. Maria Castro war als Heißsporn bekannt und Julian Castro meinte später über sie: „Meine Mutter ist wohl der stärkste Grund dafür, dass mein Bruder und ich im öffentlichen Dienst sind. Als wir aufwuchsen, nahm sie uns zu Kundgebungen und Meetings mit, die für 8-, 9- oder 10-Jährige ziemlich langweilig sind.“ Julians Vater war in den 1970er Jahren ein Gemeinde-Aktivist und pensionierter Mathematiklehrer. Seine Eltern, die nie verheiratet waren, trennten sich als er acht Jahre alt war. Julian Castro wuchs im Westen von San Antonio auf. Die Wurzeln seiner Familie in San Antonio reichen bis ins Jahr 1920 zurück, als seine Großmutter, Victoria Castro, im Alter von sechs Jahren als Waise aus Mexiko kam.
Castro war in seiner Jugend außerordentlich sportbegeistert. So sammelte er Sportkarten und spielte selbst American Football und Basketball und später ab der High School Tennis. Er bekam von der Trinity University, einer NCAA-Division-III-Schule, das Angebot Tennis zu spielen. Er übersprang das zweite Schuljahr und graduierte von der Thomas Jefferson High School 1992. 1996 graduierte er von der Stanford University, an der er als Hauptfächer Politikwissenschaften und Medienwissenschaften studierte. Er ist Teil der „Sponsors for Educational Opportunity (SEO)“-Klasse von 1995. Castro sagte, dass er während seiner Zeit in Stanford, wo er und sein Bruder zum ersten Mal bei Wahlen kandidierten und Sitze im Studenten Senat errangen, begann über einen Eintritt in die Politik nachzudenken. Castro sagte der New York Times: „Joaquín und ich sind aufgrund positiver Diskriminierung in Stanford aufgenommen worden. Ich hatte ein Ergebnis von 1200 Punkten beim SAT, was niedriger war, als der Median der immatrikulierten Studenten. Aber ich habe mich am College und später auf der juristischen Fakultät gut geschlagen. Mein Bruder ebenso. Ich bin ein starker Befürworter von positiver Diskriminierung, da ich an meinem Werdegang selbst gesehen habe, dass sie funktioniert.“ 1997 begann Castro sein Studium an der Harvard University, welches er mit dem Juris Doctor im Jahr 2000 abschloss. Sein Bruder graduierte ebenso an beiden Schulen.

### Stadtrat

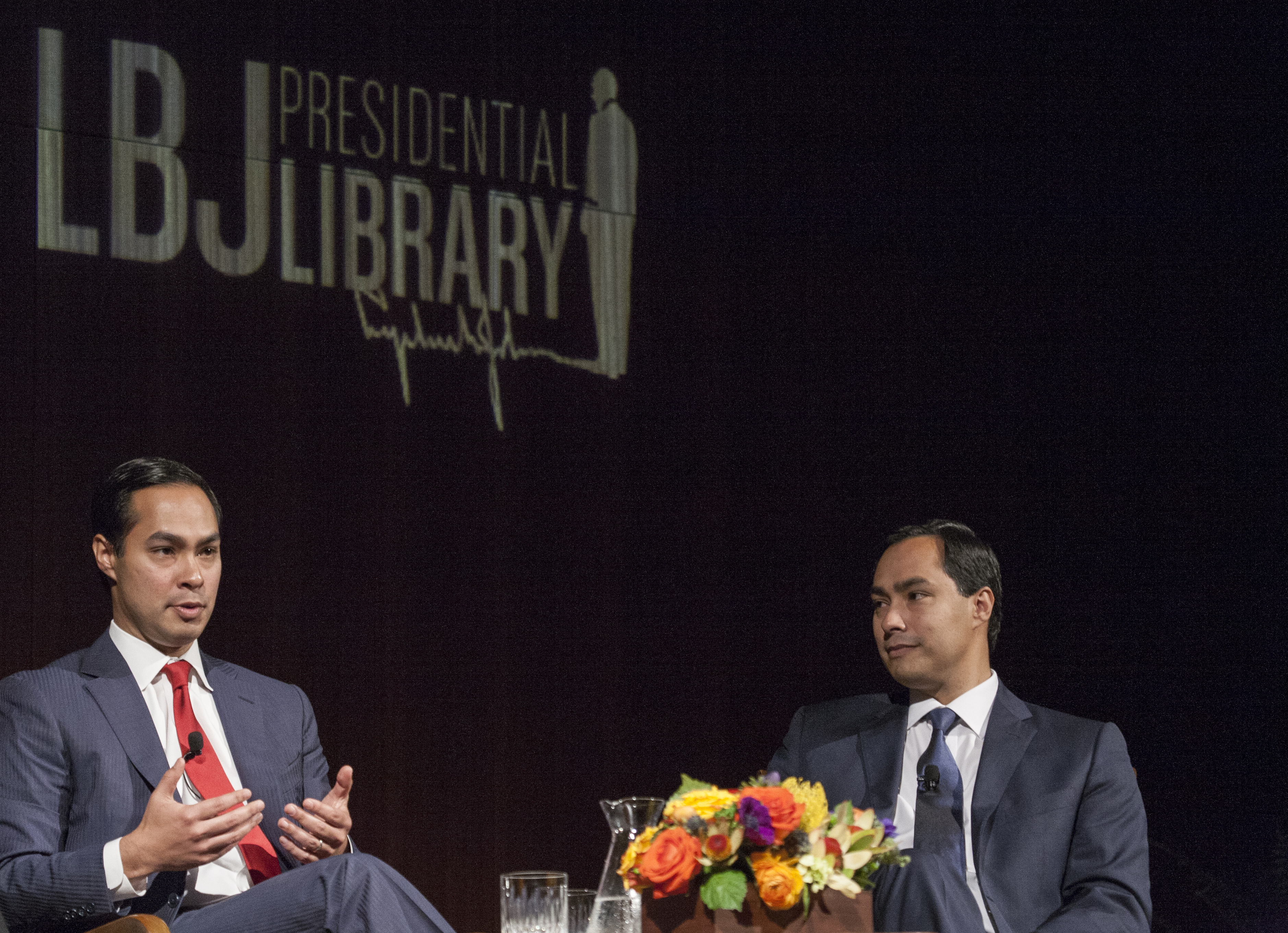
Julian Castro (links) mit seinem Bruder Joaquin in der Lyndon B. Johnson Präsidentenbibliothek in Texas (2013)

Castro wurde 2001 mit 61 % der Stimmen in den Stadtrat von San Antonio gewählt und setzte sich bei der Wahl gegen fünf Konkurrenten und einen ehemaligen Bürgermeister durch. Er war der jüngste Stadtrat in der Geschichte von San Antonio. Castro repräsentierte den 7. Bezirk, einen Bezirk im Westen der Stadt mit 150.000 Einwohnern. 70 % der Bevölkerung in diesem Stadtteil waren Hispanics und der Bezirk beheimatete eine große Zahl an Pensionisten. Im Jahr 2005 kandidierte Castro zum ersten Mal für das Amt des Bürgermeisters von San Antonio. Er wurde als aussichtsreichster Kandidat gesehen. Seine Gegner waren unter anderem der ehemalige Richter Phil Hardberger und der konservative Stadtrat Carroll Schubert. Im ersten Wahlgang im Mai 2005 erzielte Castro zwar die Mehrheit, musste sich aber im zweiten Wahlgang im Juni 2005 denkbar knapp (51,5 % zu 48,5 %) Phil Hardberger geschlagen geben.

### Bürgermeister
Am 5. November 2008 gab Castro bekannt, erneut für das Amt des Bürgermeisters zu kandidieren. Er gewann die Wahl am 9. Mai 2009 mit 56,23 % der Stimmen. Sein stärkster Gegner war Trish DeBerry-Mejia.
Im Jahr 2011 wurde Castro mit über 82 % der Stimmen wiedergewählt und ließ vier Gegenkandidaten hinter sich.

### Minister für Wohnungsbau und Stadtentwicklung

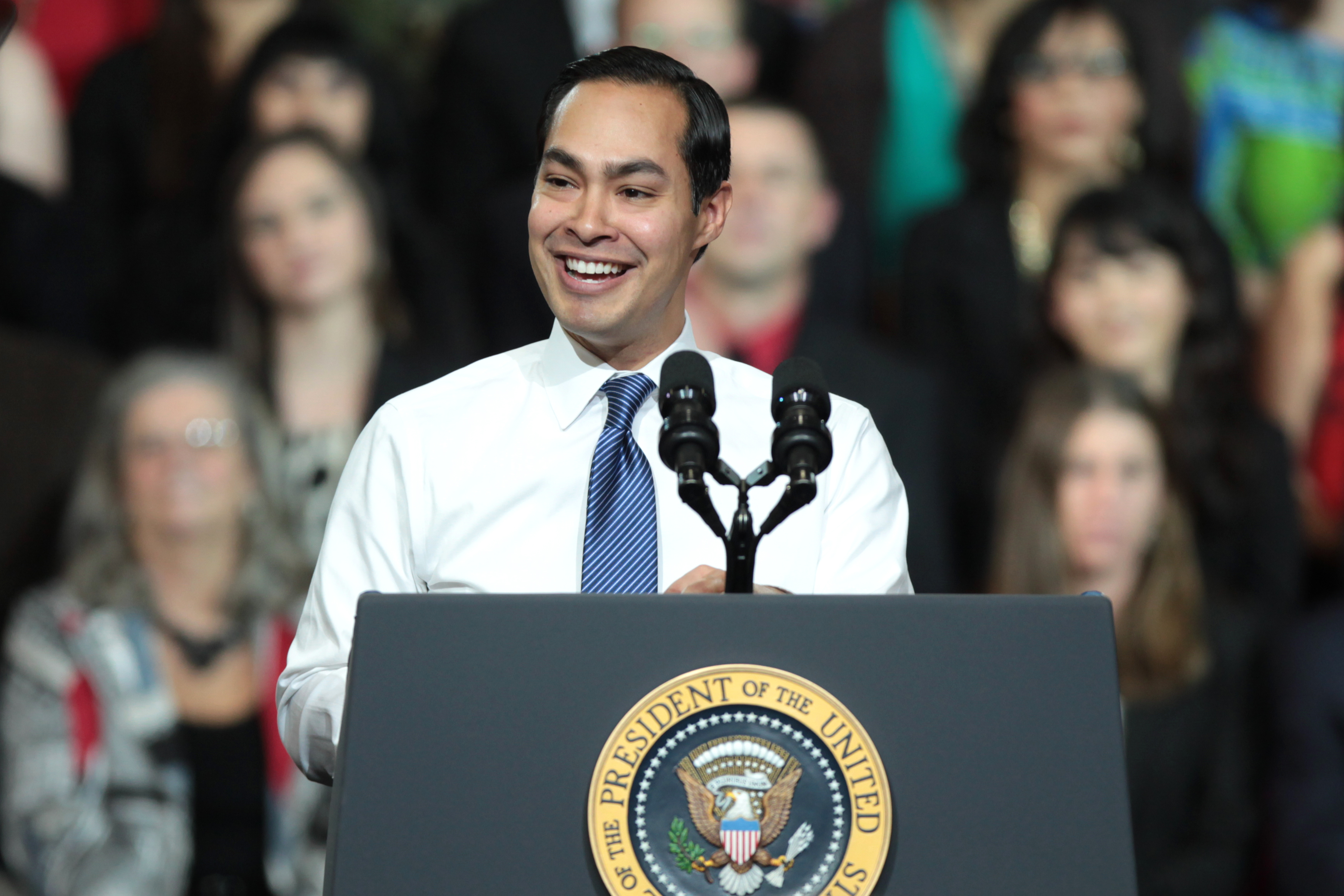
Castro bei einem öffentlichen Auftritt in Arizona im Januar 2015

Im Sommer 2014 wurde Castro von US-Präsident Barack Obama in sein Kabinett berufen. Am 28. Juli 2014 wurde Castro als 16. United States Secretary of Housing and Urban Development vereidigt und trat damit die Nachfolge von Shaun Donovan an, welcher ins Office of Management and Budget wechselte.

### Keynote-Redner am Parteitag der Demokraten 2012
Am 31. Juli 2012 wurde bekanntgegeben, dass Castro ausgewählt wurde, am Parteitag der Demokraten in Charlotte, North Carolina die Keynote-Rede zu halten. Er hielt die Rede am 4. September 2012.
Er war der erste Hispanic, der jemals eine Keynote am Parteitag der Demokraten halten durfte.

### Politische Zukunft
Castro gilt als Zukunftshoffnung der Demokraten. In amerikanischen Medien wurde er für die Präsidentschaftswahl 2016 unter anderen immer wieder als möglicher Vizepräsidentschaftskandidat der voraussichtlichen Präsidentschaftsbewerberin Hillary Clinton ins Gespräch gebracht. Im Oktober 2015 äußerte sich Clinton selbst positiv zu diesem Vorschlag. Als Running Mate könnte Castro durch seine Identität als Latino dieser wichtigen Wählergruppe der Demokraten Identifikation ermöglichen. Im Juli 2016 entschied sich Clinton jedoch letztlich für den Senator Tim Kaine aus Virginia als Anwärter für die Vizepräsidentschaft.

### Präsidentschaftswahl 2020
Am 12. Januar 2019 gab Castro in San Antonio bekannt, dass er die Nominierung der Demokratischen Partei anstrebt. Anfang Januar 2020 zog er seine Kandidatur zurück.

## Privatleben
Castro ist seit 2007 mit Erica Lira Castro verheiratet. Sie haben gemeinsam eine Tochter.